# Finale de la Ligue Europa 2020-2021
La finale de la Ligue Europa 2020-2021 est la 50e finale de la Ligue Europa. Cette rencontre a lieu le 26 mai 2021 au Stade Energa, à Gdańsk, en Pologne. L'enceinte n'avait pu accueillir comme prévu la finale de la Ligue Europa 2019-2020 à cause de la crise sanitaire liée a la Pandémie de Covid-19 en Europe et reçoit donc la finale de l'édition suivante un an plus tard.
Cette finale oppose le club espagnol du Villarreal Club de Fútbol au club anglais du Manchester United Football Club.
Le vainqueur est qualifié pour la Supercoupe de l'UEFA 2021 ainsi que pour les phases de groupes de la Ligue des champions de l'UEFA 2021-2022.

## Équipes
Dans le tableau suivant, les finales jusqu'en 2009 sont de l'ère de la Coupe UEFA et depuis 2010 de l'ère de la Ligue Europa.
| Équipe            | Précédentes apparitions en finale (en gras celles remportés) |
| ----------------- | ------------------------------------------------------------ |
| Villarreal CF     | Aucune                                                       |
| Manchester United | 1 (2017)                                                     |

## Désignation de la ville organisatrice de la finale
Une procédure de candidature est mise en place par l'UEFA pour l'obtention de la finale.
Trois pays déclarent leur intérêt avant le 26 octobre 2018 (l'Autriche, la Géorgie et l'Espagne). Seuls deux pays confirment leur candidature avant la date limite du 15 février 2019.
| Association | Stade                       | Ville    | Capacité |
| ----------- | --------------------------- | -------- | -------- |
| Espagne     | Stade Ramón-Sánchez-Pizjuán | Séville  | 43 883   |
| Géorgie     | Stade Boris-Paichadze       | Tbilissi | 54 000   |

Le stade Ramón-Sánchez-Pizjuán est choisi par le Comité exécutif de l'UEFA le 24 septembre 2019. Cependant, à la suite des perturbations dans le calendrier de la saison 2019-2020 causées par la pandémie de Covid-19, c'est l'Arena Bałtycka - qui devait accueillir la finale de la Ligue Europa 2019-2020 - qui accueillera la finale. Séville accueillera alors la finale de la Ligue Europa 2021-2022.

## Parcours des finalistes
Note : dans les résultats ci-dessous, le score du finaliste est toujours donné en premier (D : domicile ; E : extérieur).
| Rang | Équipe           | Pts | J | G | N | P | Bp | Bc | Diff |
| ---- | ---------------- | --- | - | - | - | - | -- | -- | ---- |
| 1    | Villarreal CF    | 16  | 6 | 5 | 1 | 0 | 17 | 5  | +12  |
| 2    | Maccabi Tel-Aviv | 11  | 6 | 3 | 2 | 1 | 6  | 7  | -1   |
| 3    | Sivasspor        | 6   | 6 | 2 | 0 | 4 | 9  | 11 | -2   |
| 4    | Qarabağ FK       | 1   | 6 | 0 | 1 | 5 | 4  | 13 | -9   |

| Rang | Équipe              | Pts | J | G | N | P | Bp | Bc | Diff |
| ---- | ------------------- | --- | - | - | - | - | -- | -- | ---- |
| 1    | Paris Saint-Germain | 12  | 6 | 4 | 0 | 2 | 13 | 6  | +7   |
| 2    | RB Leipzig          | 12  | 6 | 4 | 0 | 2 | 11 | 12 | -1   |
| 3    | Manchester United   | 9   | 6 | 3 | 0 | 3 | 15 | 10 | +5   |
| 4    | Istanbul Başakşehir | 3   | 6 | 1 | 0 | 5 | 7  | 18 | -11  |

## Match
| Villarreal CF · |                   |        |
| Titulaires :    |                   |        |
|                 |                   |        |
| 13              | Gerónimo Rulli    |        |
| 24              | Alfonso Pedraza   | 88e    |
| 04              | Pau Torres        |        |
| 03              | Raúl Albiol       |        |
| 08              | Juan Foyth        | 88e    |
| 14              | Manu Trigueros    | 77e    |
| 25              | Étienne Capoue    | 120+3e |
| 05              | Dani Parejo       |        |
| 30              | Yeremi Pino       | 77e    |
| 09              | Carlos Bacca      | 60e    |
| 07              | Gerard Moreno     |        |
|                 |                   |        |
| Remplaçants :   |                   |        |
| 01              | Sergio Asenjo     |        |
| 035             | Filip Jörgensen   |        |
| 02              | Mario Gaspar      | 88e    |
| 06              | Ramiro Funes Mori |        |
| 15              | Pervis Estupiñán  |        |
| 18              | Alberto Moreno    | 88e    |
| 20              | Rubén Peña        |        |
| 21              | Jaume Costa       |        |
| 19              | Francis Coquelin  | 60e    |
| 23              | Moi Gómez         | 77e    |
| 12              | Dani Raba         | 120+3e |
| 17              | Paco Alcácer      | 77e    |
| 34              | Fer Niño          |        |
|                 |                   |        |
| Entraîneur :    |                   |        |
| Unai Emery      |                   |        |

| Manchester United · |                   |        |
| Titulaires :        |                   |        |
|                     |                   |        |
| 01                  | David de Gea      |        |
| 23                  | Luke Shaw         |        |
| 03                  | Éric Bailly       | 116e   |
| 02                  | Victor Lindelöf   |        |
| 29                  | Aaron Wan-Bissaka | 120+3e |
| 39                  | Scott McTominay   | 120+3e |
| 06                  | Paul Pogba        | 116e   |
| 10                  | Marcus Rashford   |        |
| 18                  | Bruno Fernandes   |        |
| 11                  | Mason Greenwood   | 100e   |
| 07                  | Edinson Cavani    |        |
|                     |                   |        |
| Remplaçants :       |                   |        |
| 13                  | Lee Grant         |        |
| 26                  | Dean Henderson    |        |
| 05                  | Harry Maguire     |        |
| 27                  | Alex Telles       | 120+3e |
| 33                  | Brandon Williams  |        |
| 38                  | Axel Tuanzebe     | 116e   |
| 08                  | Juan Mata         | 120+3e |
| 17                  | Fred              | 100e   |
| 19                  | Amad Diallo       |        |
| 21                  | Daniel James      | 116e   |
| 31                  | Nemanja Matić     |        |
| 34                  | Donny van de Beek |        |
|                     |                   |        |
| Entraîneur :        |                   |        |
| Ole Gunnar Solskjær |                   |        |

| Villarreal CF · |                   |        |
| Titulaires :    |                   |        |
|                 |                   |        |
| 13              | Gerónimo Rulli    |        |
| 24              | Alfonso Pedraza   | 88e    |
| 04              | Pau Torres        |        |
| 03              | Raúl Albiol       |        |
| 08              | Juan Foyth        | 88e    |
| 14              | Manu Trigueros    | 77e    |
| 25              | Étienne Capoue    | 120+3e |
| 05              | Dani Parejo       |        |
| 30              | Yeremi Pino       | 77e    |
| 09              | Carlos Bacca      | 60e    |
| 07              | Gerard Moreno     |        |
|                 |                   |        |
| Remplaçants :   |                   |        |
| 01              | Sergio Asenjo     |        |
| 035             | Filip Jörgensen   |        |
| 02              | Mario Gaspar      | 88e    |
| 06              | Ramiro Funes Mori |        |
| 15              | Pervis Estupiñán  |        |
| 18              | Alberto Moreno    | 88e    |
| 20              | Rubén Peña        |        |
| 21              | Jaume Costa       |        |
| 19              | Francis Coquelin  | 60e    |
| 23              | Moi Gómez         | 77e    |
| 12              | Dani Raba         | 120+3e |
| 17              | Paco Alcácer      | 77e    |
| 34              | Fer Niño          |        |
|                 |                   |        |
| Entraîneur :    |                   |        |
| Unai Emery      |                   |        |

| Manchester United · |                   |        |
| Titulaires :        |                   |        |
|                     |                   |        |
| 01                  | David de Gea      |        |
| 23                  | Luke Shaw         |        |
| 03                  | Éric Bailly       | 116e   |
| 02                  | Victor Lindelöf   |        |
| 29                  | Aaron Wan-Bissaka | 120+3e |
| 39                  | Scott McTominay   | 120+3e |
| 06                  | Paul Pogba        | 116e   |
| 10                  | Marcus Rashford   |        |
| 18                  | Bruno Fernandes   |        |
| 11                  | Mason Greenwood   | 100e   |
| 07                  | Edinson Cavani    |        |
|                     |                   |        |
| Remplaçants :       |                   |        |
| 13                  | Lee Grant         |        |
| 26                  | Dean Henderson    |        |
| 05                  | Harry Maguire     |        |
| 27                  | Alex Telles       | 120+3e |
| 33                  | Brandon Williams  |        |
| 38                  | Axel Tuanzebe     | 116e   |
| 08                  | Juan Mata         | 120+3e |
| 17                  | Fred              | 100e   |
| 19                  | Amad Diallo       |        |
| 21                  | Daniel James      | 116e   |
| 31                  | Nemanja Matić     |        |
| 34                  | Donny van de Beek |        |
|                     |                   |        |
| Entraîneur :        |                   |        |
| Ole Gunnar Solskjær |                   |        |